# Ipomoea subtomentosa
Ipomoea subtomentosa là một loài thực vật có hoa trong họ Bìm bìm. Loài này được (Chodat & Hassl.) O'Donell mô tả khoa học đầu tiên năm 1952.